# Haplohymenium formosanum
Haplohymenium formosanum är en bladmossart som beskrevs av Nog.. Haplohymenium formosanum ingår i släktet Haplohymenium och familjen Anomodontaceae. Inga underarter finns listade i Catalogue of Life.